# Sưu tập tiền xu

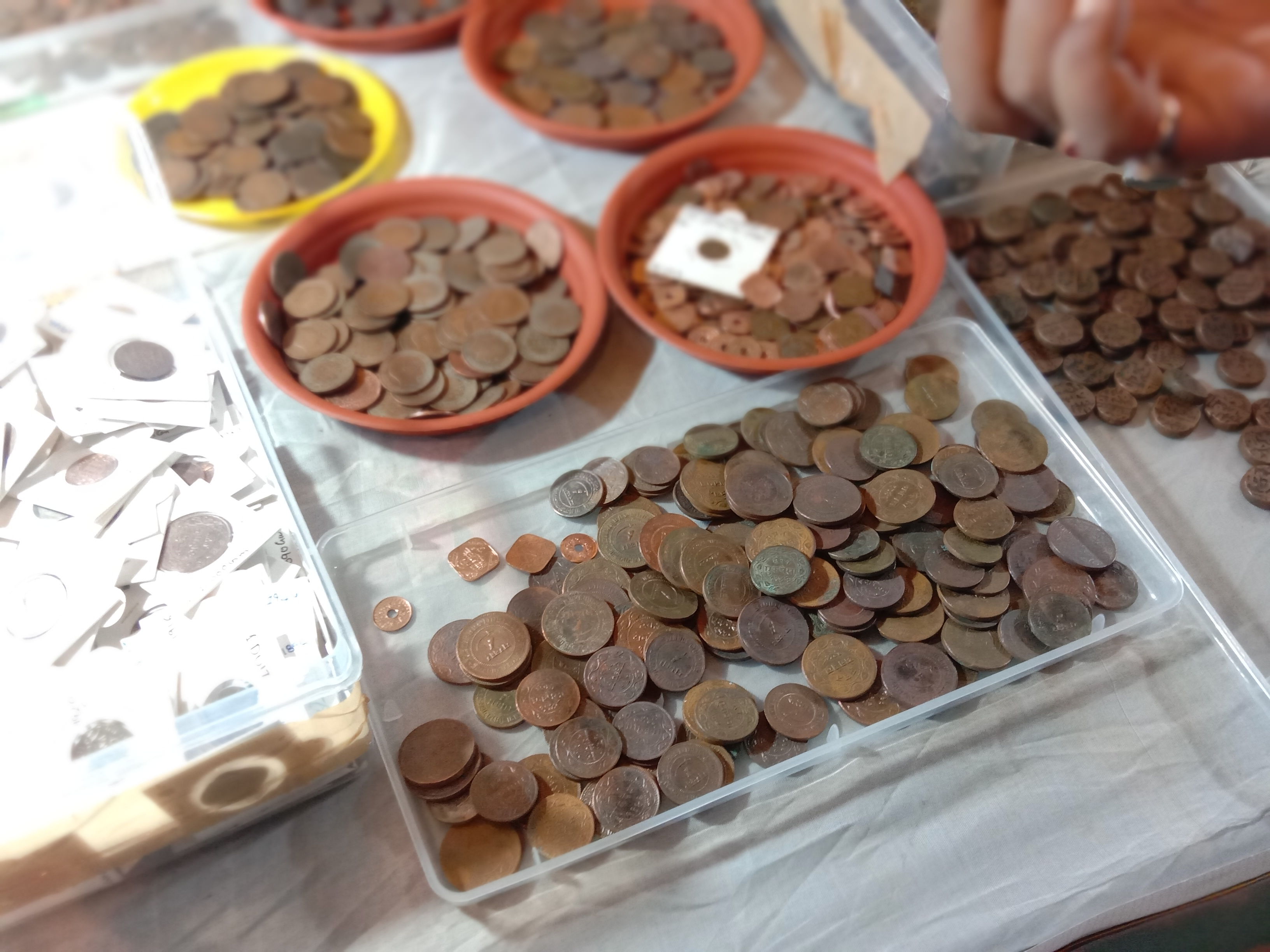
Mua bán, trao đổi đồng xu ở Ấn Độ

Sưu tập tiền xu (Coin collecting) là thú vui sưu tầm tiền xu hoặc các loại hình đồng xu khác của các xưởng đúc tiền. Những đồng xu mà các nhà sưu tập quan tâm bao gồm những đồng tiền đẹp, hiếm có và có ý nghĩa lịch sử, chẵng hạn, các nhà sưu tập có thể quan tâm đến bộ hoàn chỉnh của một kiểu thiết kế hoặc mệnh giá cụ thể, những đồng tiền chỉ lưu hành trong một thời gian ngắn hoặc những đồng tiền có lỗi đúc tiền và không còn được lưu hành. Việc sưu tầm tiền xu có thể được phân biệt với hóa tệ học, ở chỗ hóa tệ học là nghiên cứu có hệ thống về tiền tệ nói chung, mặc dù hai ngành này có mối liên hệ chặt chẽ với nhau. Nhiều yếu tố quyết định giá trị của một đồng tiền bao gồm cấp độ, độ hiếm và mức độ phổ biến. Các tổ chức thương mại cung cấp dịch vụ phân loại và sẽ phân loại, xác thực, ghi nhãn và đóng gói hầu hết các loại tiền xu. 

## Lịch sử

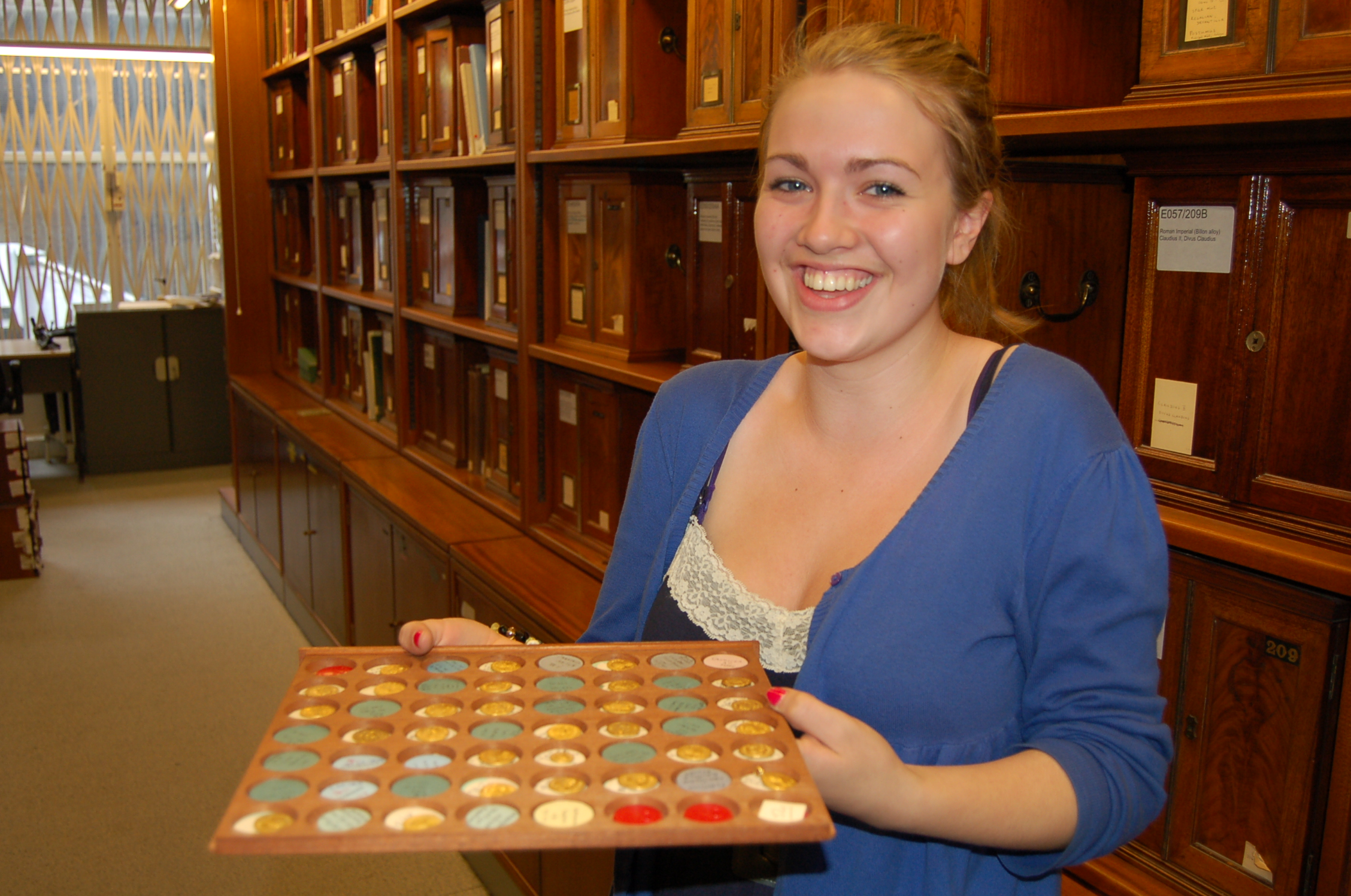
Một bộ sưu tập đồng xu đựng trên cái khay

Trong lịch sử, con người đã có thói quen tích trữ tiền xu để lấy giá trị thỏi vàng kể từ khi tiền xu được đúc và lưu hành. Tuy nhiên, việc sưu tầm tiền xu vì giá trị nghệ thuật của chúng là một sự phát triển sau này. Bằng chứng từ hồ sơ khảo cổ và hồ sơ lịch sử của La Mã cổ đại và Lưỡng Hà thời cổ đại cho thấy rằng tiền xu đã được các học giả và thủ quỹ kho bạc nhà nước thu thập, kiểm đếm, lập danh mục. Cũng có vẻ như có khả năng là các dân cư thời xưa cũng đã thâu thập tiền xu cũ, độc lạ hoặc kỷ niệm như một hình thức nghệ thuật bình dân. Việc sưu tầm và đánh giá tiền xu đương đại bắt đầu vào khoảng thế kỷ XIV. Trong thời kỳ Phục hưng, thú vui đã trở thành một trào lưu trong một số thành viên của tầng lớp đặc quyền, đặc biệt là các vị vua và hoàng hậu. Vị học giả và nhà thơ người Ý Petrarch được coi là người đam mê đầu tiên và nổi tiếng nhất của phong trào này. Theo chân ông, nhiều vị vua, hoàng tử và giới quý tộc châu Âu khác đã lưu giữ lại các bộ sưu tập tiền xu cổ như thú vui tao nhã, quyền quý. Một số nhà sưu tập gia đáng chú ý là Giáo hoàng Boniface VIII, Hoàng đế Maximilian I của Đế chế La Mã Thần thánh, Louis XIV của Pháp, Ferdinand I của Tây Ban Nha và Hoàng đế La Mã Thần thánh, Henry IV của Pháp và Tuyển hầu Joachim II của Brandenburg, người đã khởi xướng Tủ tiền Berlin (tiếng Đức: Münzkabinett Berlin). Có lẽ vì chỉ những người rất giàu mới đủ khả năng theo đuổi thú vui đắt đỏ này, nên vào thời Phục hưng, việc sưu tầm tiền xu được gọi là "Sở thích của vua chúa" cho nên là một trong những thú vui lâu đời và phổ biến nhất thế giới, sưu tập tiền xu hiện nay thường được gọi là "Vua của các thú vui".

## Chú thích

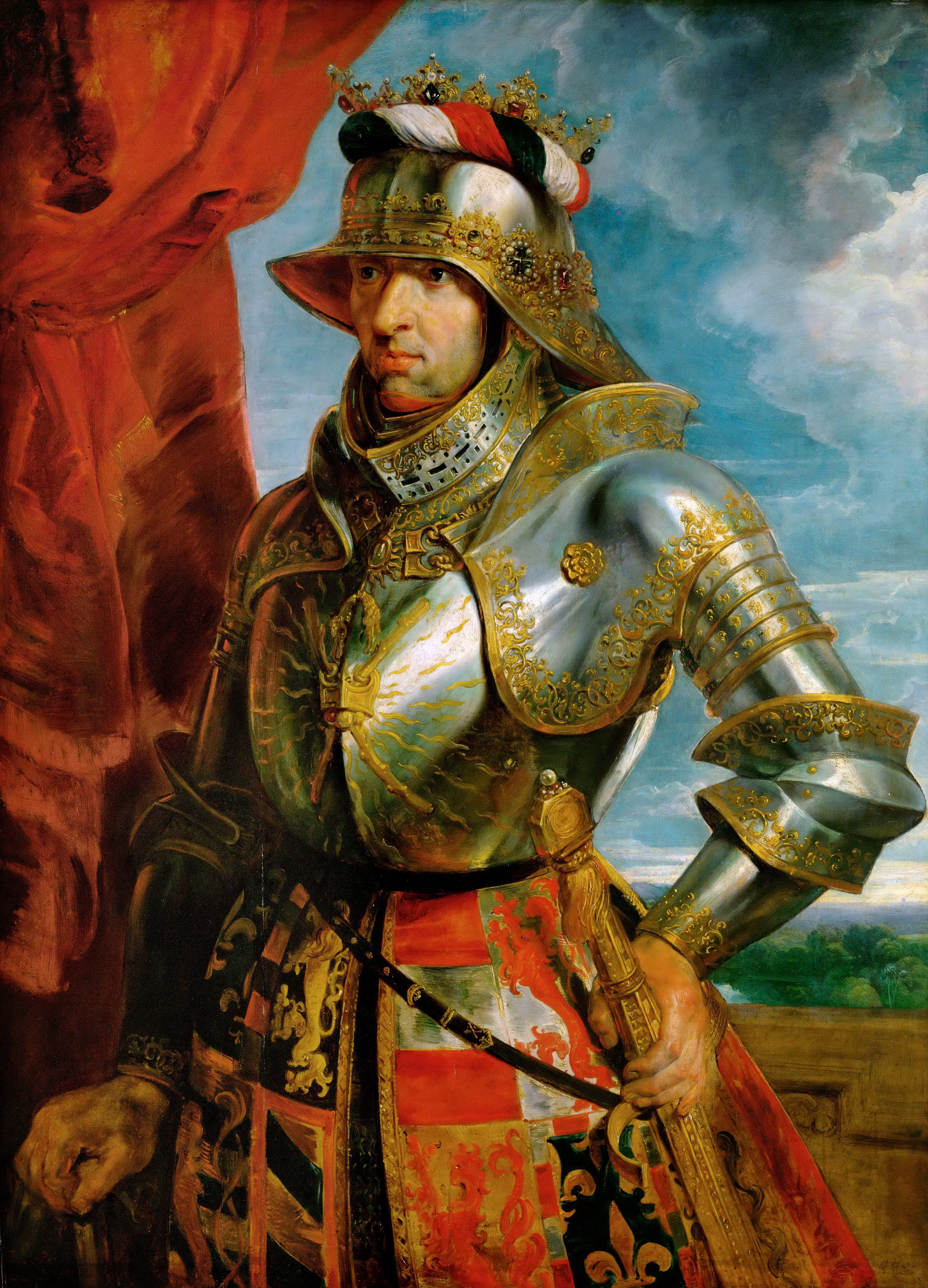
Hoàng đế Maximilian I là vị vua có thú vui sưu tập tiền xu